# Котляревський Нестор Олександрович
Нестор Олександрович Котляревський (*21 січня (2 лютого) 1863 — †12 травня 1925) — український історик, викладач, очільник Пушкінського Дому.

## Життєпис
Син відомого українського філолога-славіста Олександра Котляревського вихідця з полтавської шляхти, уродженця м. Кременчука, тепер Полтавської області. Після переїзду з батьком до м. Дерпта (тепер м. Тарту, Естонія) відвідував німецьку школу до 1872 року. До 1875 року перебував за кордоном Російської імперії, зокрема в Неаполі, Римі, Празі.
Потім переїхав до Києва, навчався в 2-й Київській гімназії, а взимку 1877/78 року переведений у Колегію Павла Ґалаґана. У 1881–1885 роках — студент історико-філологічного факультету Московського університету, далі до 1889 року продовжував освіту в Сорбоннському університеті (м. Париж, Франція). З 1894 року — викладач історії зарубіжної літератури на Бестужевських вищих жіночих курсах у Санкт-Петербурзі. З наступного року читав лекції в Імператорському Олександрівському ліцеї, на історико-філологічних курсах Раєва, у Військово-юридичній академії. Досліджував біографію та творчість М. Гоголя.
У 1905 році разом з російським істориком В. Богучарським заснував літературно-громадський гурток ім. О. Герцена. З 1906 року — почесний академік, з 1909 року — ординарний академік Імператорської академії наук у Санкт-Петербурзі. З зими 1908/09 років керував імператорською Александринською драматичною трупою. Від 1910 року до кінця життя очолював Пушкінський Дім (тепер — Інститут російської літератури Російської академії наук), став його першим директором.
Від 1920 р. — викладач «першої категорії» Інституту історії мистецтв, з 1922 р. — його почесний член. Цього ж року виїхав за кордон. У 1924 р. повернувся в СРСР. Самовіддано боронив фонди Пушкінського Дому від шкоди, завданої тогоріч осінньою повінню.

## Твори
Автор праць з історії російської та західноєвропейської літератури першої половини XIX ст. (епоха сентименталізму та романтизму):
- «Нариси новітньої російської літератури. Поезія гніву й скорботи» (1890 рік);
- «М. Ю. Лермонтов. Особистість поета і його твори» (1891 рік);
- «Пам'яті Є. А. Баратинського» (1895 рік);
- «М. В. Гоголь. Нарис з історії російської повісті та драми» (1903 рік);
- «Старовинні портрети» (1907 рік);
- «Нариси з історії громадських настроїв у Росії в 60-х рр. минулого століття» (1910–1914 роки);
- «Світова скорбота наприкінці XVIII — на початку XIX ст.» (1914 рік);
- «Народ і найвищі культурні цінності» (1917 рік);
- «Пушкін як історична особистість» (1925 рік).

В окремих працях звертався до питання історії української літератури й культури, українсько-російських літературних взаємин.